# L'Attraversamento
L'Attraversamento è un termine usato in Egitto per antonomasia, per riferirsi all'attraversamento da ovest ad est del Canale di Suez da parte dell'esercito egiziano all'inizio della Guerra del Kippur, nel 1973. È altresì il termine che in Israele viene usato per descrivere il contrattacco israeliano, consistente nel riattraversamento del Canale da parte dell'IDF al comando del generale Ariel Sharon, avvenuto in seguito nel corso dello stesso conflitto.

## Le ragioni
Il regime del nuovo presidente egiziano Anwar al-Sadat era piuttosto instabile, e viveva momenti di crisi uno dei cui aspetti più pericolosi erano le continue dimostrazioni studentesche, fomentate da movimenti il cui scopo era quello di vendicare la terribile sconfitta subita durante la guerra dei sei giorni del 1967.
Effettivamente, il morale della popolazione e del sistema militare era al minimo storico, con un'economia prosciugata e per molti versi senza sbocchi, oltre naturalmente allo sforzo che il Paese aveva dovuto affrontare per ricostruire un sistema difensivo dopo la totale disfatta di sei anni prima. Era dunque radicata, nella leadership egiziana, la volontà di stabilire una vittoria militare che in qualche modo ridasse ossigeno all'economia nazionale e all'amor di patria, distogliendo anche l'attenzione dell'opinione pubblica dai problemi interni, che apparivano sia economicamente che politicamente quasi insormontabili.
Negli anni precedenti il conflitto, Sadat aveva inaugurato una serie di collaborazioni con l'Unione Sovietica, finalizzate a cercare di ricostruire un apparato militare d'avanguardia, accettando – almeno per i primi tempi – che i tecnici e i consiglieri sovietici supervisionassero l'installazione e la gestione operativa degli equipaggiamenti forniti.
L'Egitto sperava in questo modo di soverchiare le forze israeliane presenti sul Canale, e fortificate sulla linea difensiva che prendeva il nome del suo ideatore, Bar-Lev. Sadat rese la propria decisione così ferma da sfidare anche l'avviso dei sovietici, che prevedevano nell'attacco una percentuale di perdite non inferiori al 50%.

## L'invasione

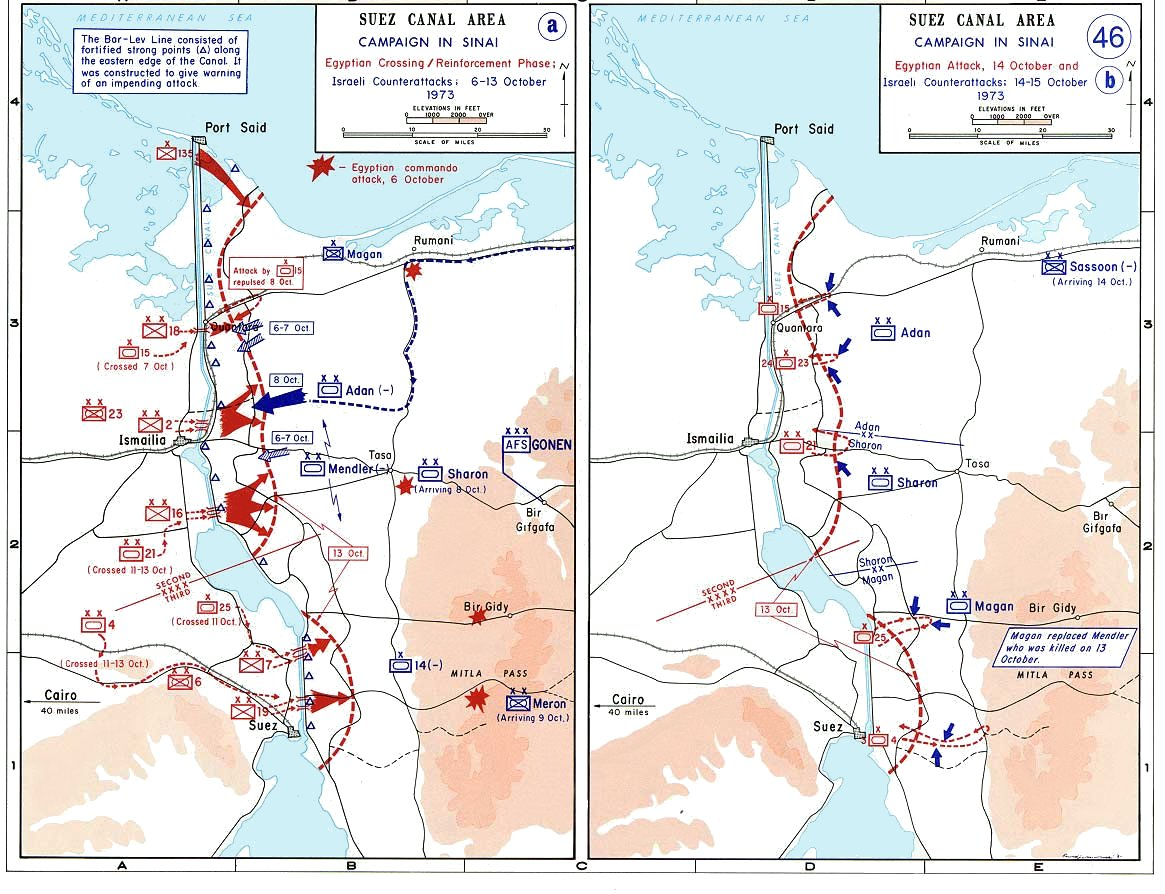
L'invasione egiziana (6-13 ottobre) e il contrattacco israeliano (13-15 ottobre 1973).

L'Egitto, in collaborazione con la Siria, lanciò l'attacco il 6 ottobre 1973. Inizialmente fu un successo: nell'arco di qualche ora 32000 soldati attraversarono il Canale, e si riversarono contro la linea difensiva israeliana nel Sinai, la Linea Bar-Lev appunto, che veniva considerata inespugnabile. Il cuore di queste difese erano i grandi blocchi di sabbia nei quali erano state inserite 43 postazioni difensive. Gli Israeliani avevano calcolato che le barriere di sabbia compressa avrebbero richiesto diverse ore per essere indebolite, ma gli Egiziani risolsero il problema usando getti d'acqua ad alta pressione che sciolsero letteralmente la protezione naturale, e lasciarono le difese israeliane allo scoperto. Il piano di riserva israeliano prevedeva il reindirizzamento dell'oleodotto che passava per il Sinai sul Canale stesso, per avere un muro di fuoco che impedisse l'ulteriore afflusso di uomini e mezzi; tuttavia, guastatori egiziani erano riusciti a disattivare l'oleodotto e a bloccarne il flusso. Nell'attacco iniziale le perdite egiziane ammontarono a 200 unità, e si trattò della prima vittoria egiziana in circa trent'anni di lotte contro Israele.
Dietro la Bar-Lev l'IDF possedeva una bene armata riserva di unità corazzate, che furono subito mandate sulla linea del fronte per contenere l'invasione, ma le truppe corazzate rimasero senza supporto aereo, a causa della copertura dei missili SAM egiziani posizionati poco a Ovest del Canale, e senza un adeguato numero di unità di fanteria. I carri israeliani subirono pesanti perdite a causa della fanteria egiziana, fortemente dotata di munizionamento anticarro (RPG e missili anticarro filoguidati) di fabbricazione sovietica. Le forze egiziane riuscirono così a resistere con due teste di ponte ben difese all'interno della penisola del Sinai.

## Il contrattacco

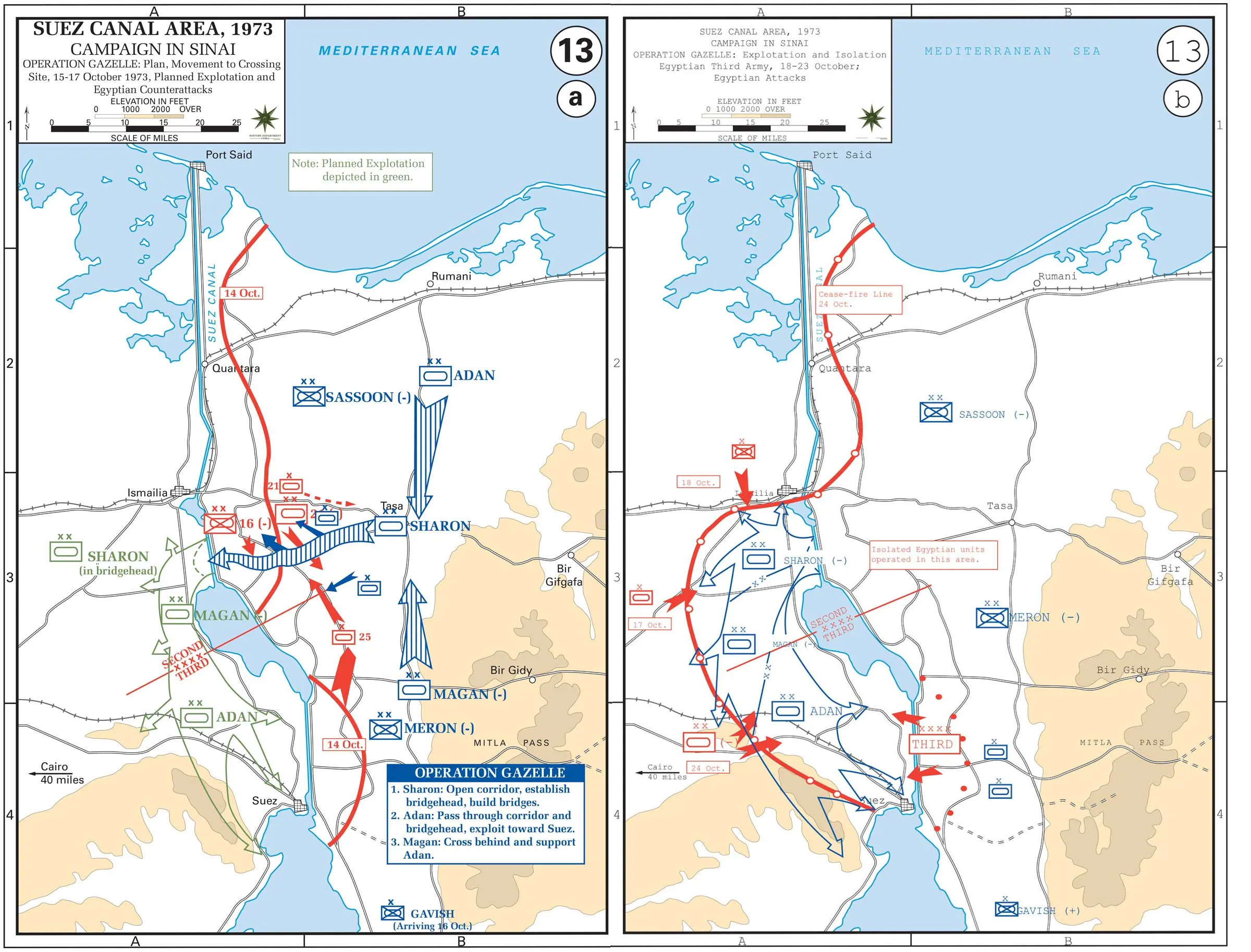
Il controattraversamento del Canale (15-17 ottobre) e l'isolamento della Terza Armata egiziana (18-23 ottobre).

Dopo l'assalto, le forze egiziane si trincerarono e cercarono di mantenere le proprie posizioni in territorio nemico, a Est del Canale. Questo si dimostrò una scelta sbagliata: gli Israeliani, con le loro riserve interamente mobilitate e con il pieno appoggio dei rifornimenti americani ottenuti col ponte aereo dell'Operazione Nickel Grass (i Sovietici nel frattempo rifornivano per via aerea le forze arabe nel conflitto), costrinsero la Seconda Armata egiziana, presente sulla parte Nord del fronte, ad una lenta ritirata, e accerchiarono la Terza dopo un contro-attraversamento del Canale effettuato dalla divisione del generale Sharon, che si attestò alle spalle degli Egiziani a Ovest della linea d'acqua, in pieno territorio nemico. Peraltro, si trattava di una mossa che minacciava direttamente la capitale d'Egitto, Il Cairo, distante poco più di un centinaio di km dalla più remota avanguardia israeliana.
Il contro-attraversamento permise anche agli Israeliani di organizzarsi per distruggere, con unità di fanteria meccanizzata, le diverse postazioni SAM di origine sovietica posizionate a Ovest e a Est del Canale, prive della necessaria protezione della Seconda e della Terza Armata bloccate nel Sinai – il che permise all'aviazione israeliana di cominciare vaste operazioni di bombardamento contro gli invasori. Si trattò peraltro del primo sconfinamento "intercontinentale" degli Israeliani, che per la prima volta si trovavano in armi sul suolo africano.
Alla fine i generali Sharon, Adan e Magan riuscirono ad accerchiare e a tagliare fuori completamente la Terza Armata egiziana, minacciandone la totale annichilazione – mossa ampiamente preventivata, ma non attuata per via delle pressioni americane, che richiedevano esplicitamente (pena l'interruzione immediata degli aiuti economici e militari) di risparmiare gli assediati.
Sadat stava per perdere tutto il suo carisma, ma altri giocatori si erano infatti ormai aggiunti alla partita: dall'Unione Sovietica che minacciava di intervenire militarmente, alle Nazioni Unite che avrebbe imposto il cessate-il-fuoco, all'OPEC che di lì a poco avrebbe cercato di minacciare le grandi potenze consumatrici di petrolio (e quindi il mondo Occidentale) con una crisi petrolifera che avrebbe messo in ginocchio le attività produttive dei Paesi più industrializzati. Questo in qualche modo sollevava Sadat dalle responsabilità del suo entourage militare, dando il sapore di una vittoria strategica a un disastro tattico di rare proporzioni.
La precaria situazione della Terza Armata egiziana, in disperato bisogno di acqua e cibo (che nei momenti di acre emergenza furono forniti direttamente dal nemico, cioè dagli israeliani), spinsero le parti a concordare un armistizio il 24 ottobre 1973.

## Analisi
L'attraversamento del Canale operato dalle forze egiziane raggiunse gli scopi di Sadat, per quanto inaspettatamente. Aveva innanzitutto costretto le grandi superpotenze a concentrare la loro attenzione sul Medio Oriente. Poi, l'iniziale successo della campagna consentì a Sadat di rafforzare decisamente la propria posizione politica. Per il resto della sua vita sarebbe stato nominato Eroe dell'Attraversamento e questa "nomina" consentì al suo regime, per quanto corrotto e inefficiente, di restare al potere fino al suo assassinio, nel 1981. L'attacco, assieme alle pressioni che giungevano dagli Stati Uniti, portò Israele al tavolo dei negoziati e, nel 1977, gli accordi di Camp David si conclusero con la firma del Trattato di Pace tra Israele ed Egitto. In seguito ad esso, il Sinai tornò gradualmente sotto il controllo egiziano in cambio del riconoscimento ufficiale dello Stato d'Israele e l'apertura di normali relazioni diplomatiche – oltre naturalmente a un impegno a vivere serenamente e pacificamente con lo stato ebraico.